# Tempête sur l'échiquier
 (avril 2025).
Pour les articles homonymes, voir Tempête (homonymie).
Tempête sur l'échiquier est un jeu de société créé en 1991 par Pierre Cléquin et Bruno Faidutti. Édité par Ludodélire en 1991 puis par Variantes (en 1996 et 2006), le jeu est distribué par Asmodée Éditions.
C'est une variante du jeu d'échecs. Les joueurs jouent aux échecs, mais ont aussi en main des cartes qui leur permettent de modifier le jeu de manière féerique, loufoque et imprévisible.
Tandis que l'édition française est illustrée par l'artiste Gérard Mathieu, l'édition américaine (nommée Knightmare Chess) se voit illustré par Rogério Vilela.

## Historique
D'abord publié en deux boites de cartes au format tarot, Tempête sur l'échiquier (et Tempête sur l'échiquier 2) est vendu depuis 2006 sous la forme d'une boite unique de 140 cartes au format belote. Il faut bien sûr un échiquier pour y jouer.
Le fait que ce jeu ne se présente pas comme un jeu de stratégie et ne prétende en rien enrichir ou améliorer le jeu d'échecs, explique sans doute que ce soit l'une des très rares variantes du jeu d'échecs à avoir connu un certain succès commercial.[réf. nécessaire]

## Règles du jeu

### Principe
Le but de Tempête sur l'échiquier est le même qu'aux échecs : mettre le roi adverse échec et mat. Les pièces du jeu d'échecs sont placées normalement sur l'échiquier, et chaque joueur pioche 5 cartes qu’il garde secrètes.
À chaque coup, un joueur peut jouer une carte en plus (ou à la place) de son coup normal, selon les indications de la carte jouée. Il pioche ensuite une carte pour compléter son jeu, de manière à toujours avoir cinq cartes en main. Il peut également se défausser d’une carte de son choix, s'il n'a pas joué de carte dans ce tour.

### Effets des cartes
Accompagner un coup d'échecs d'une carte permet de réaliser des actions impossibles aux échecs traditionnels. Certaines cartes sont jouées sur le coup de l'adversaire.

### Variantes
Au lieu de garder les cartes piochées secrètes, le joueur peut les disposer à découvert (mode de jeu nommé « variante méta-stratégique »). Ce faisant, le côté stratégique du jeu est augmenté et le côté aléatoire lié à l'effet de surprise d'une carte jouée diminue. Si un joueur considère qu'il est plus fort aux échecs que son adversaire, il peut jouer avec un handicap : 4, voire 3 cartes seulement au lieu de cinq.

## Versions

### Tempête sur l'échiquier
Tempête sur l'échiquier fut la première édition qui était éditée par Ludodélire, avec 72 cartes en noir et blanc ; puis cette édition a été rééditée par Variantes avec l'ajout de la couleur sur les cartes.

### Tempête sur l'échiquier 2
Il existe une extension du jeu : Tempête sur l'échiquier 2. Elle contient également 70 cartes. Il est possible de jouer à l'une ou l'autre des deux versions ou de fusionner les deux.

### Tempête sur l'échiquier(édition 2006)
Cette dernière édition contient les cartes de Tempête sur l'échiquier 1 et 2, donc cette édition contient 140 cartes en couleurs. 2 cartes de Tempête sur l'échiquier 1 ont été retirées (« Super Gang » et « Peuple en marche »).

### Knightmare Chess
Knightmare Chess est la version américaine de Tempête sur l'échiquier. comme la version française, elle est désormais disponible en une boite unique de 140 cartes, mais les illustrations et nombre de cartes sont différentes. Ce n'est pas une simple traduction du jeu originel français, et elle s'intitule d'ailleurs « Cauchemar sur l'échiquier ».

### Tsunami sur le goban
Cette adaptation au jeu de go a été créée en 2008 par le Groupe Auvergnat du Go.